# Melay (Haute-Marne)
Pour les articles homonymes, voir Melay.
Melay est une commune française située dans le département de la Haute-Marne, en région Grand Est.

## Géographie
| Bourbonne-les-Bains | Fresnes-sur-Apance | Enfonvelle                 |
| Voisey              | Melay              | Blondefontaine Haute-Saône |
| Voisey              | Voisey             | Barges Haute-Saône         |

### Hydrographie
La commune est dans le bassin versant de la Saône au sein du bassin Rhône-Méditerranée-Corse. Elle est drainée par le ruisseau de la Gueuse.

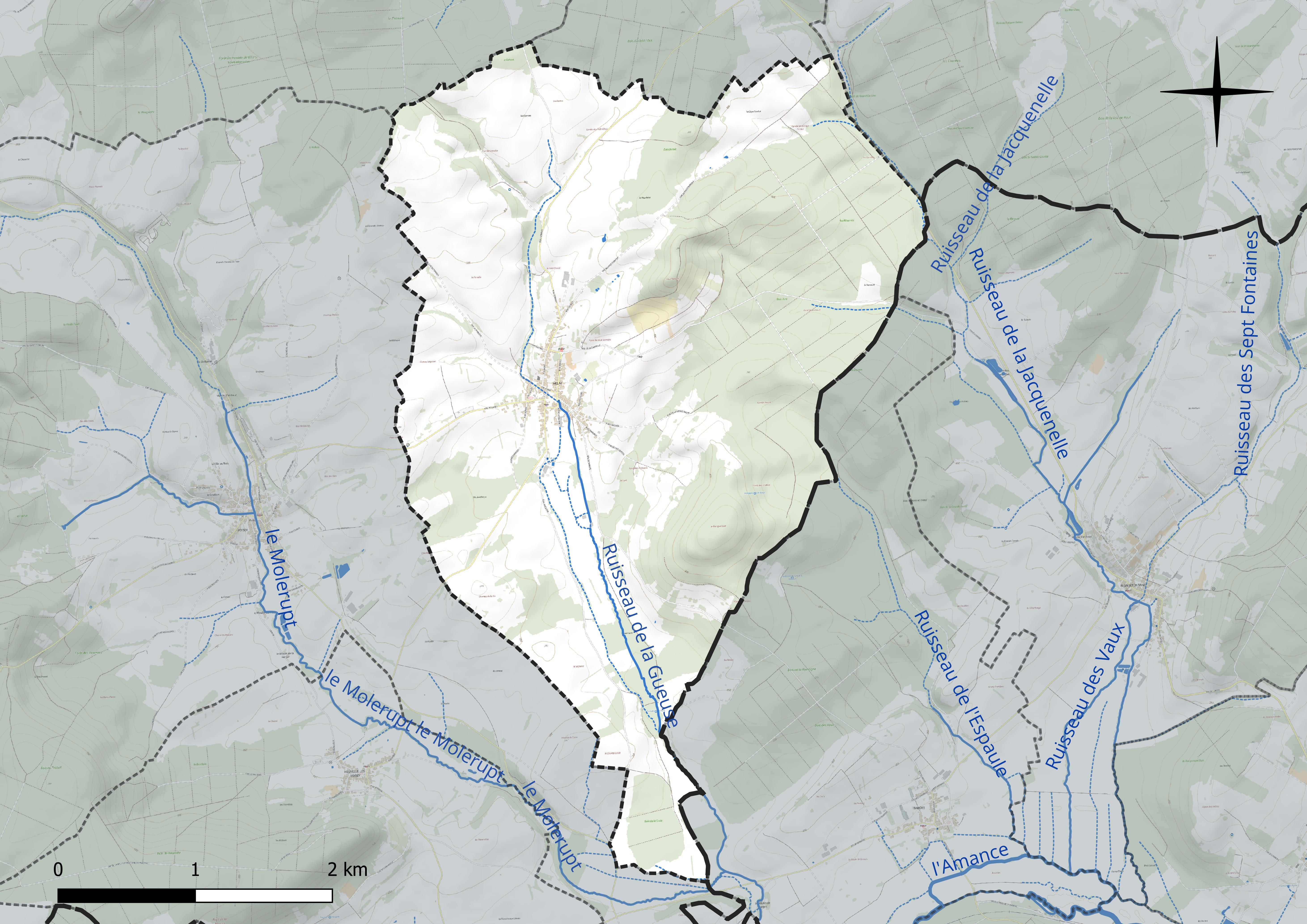
Réseau hydrographique de Melay.

### Climat
Pour des articles plus généraux, voir Climat du Grand Est et Climat de la Haute-Marne.
En 2010, le climat de la commune est de type climat des marges montargnardes, selon une étude du Centre national de la recherche scientifique s'appuyant sur une série de données couvrant la période 1971-2000. En 2020, Météo-France publie une typologie des climats de la France métropolitaine dans laquelle la commune est exposée à un climat océanique altéré et est dans la région climatique  Lorraine, plateau de Langres, Morvan, caractérisée par un hiver rude (1,5 °C), des vents modérés et des brouillards fréquents en automne et hiver.
Pour la période 1971-2000, la température annuelle moyenne est de 10 °C, avec une amplitude thermique annuelle de 16,8 °C. Le cumul annuel moyen de précipitations est de 978 mm, avec 13,1 jours de précipitations en janvier et 9,4 jours en juillet. Pour la période 1991-2020, la température moyenne annuelle observée sur la station météorologique de Météo-France la plus proche, « Fayl-Billot_sapc », sur la commune de Fayl-Billot à 20 km à vol d'oiseau, est de 10,5 °C et le cumul annuel moyen de précipitations est de 995,6 mm. 
La température maximale relevée sur cette station est de 38,5 °C, atteinte le 25 juillet 2019 ; la température minimale est de −16,1 °C, atteinte le 24 décembre 2001,,.
Les paramètres climatiques de la commune ont été estimés pour le milieu du siècle (2041-2070) selon différents scénarios d'émission de gaz à effet de serre à partir des nouvelles projections climatiques de référence DRIAS-2020. Ils sont consultables sur un site dédié publié par Météo-France en novembre 2022.

## Urbanisme

### Typologie
Au 1er janvier 2024, Melay est catégorisée commune rurale à habitat dispersé, selon la nouvelle grille communale de densité à sept niveaux définie par l'Insee en 2022.
Elle est située hors unité urbaine et hors attraction des villes,.

### Occupation des sols
L'occupation des sols de la commune, telle qu'elle ressort de la base de données européenne d’occupation biophysique des sols Corine Land Cover (CLC), est marquée par l'importance des territoires agricoles (53,6 % en 2018), une proportion identique à celle de 1990 (53,6 %). La répartition détaillée en 2018 est la suivante : 
forêts (43,8 %), terres arables (23,7 %), prairies (18,4 %), cultures permanentes (8,7 %), zones agricoles hétérogènes (2,8 %), zones urbanisées (2,6 %). L'évolution de l’occupation des sols de la commune et de ses infrastructures peut être observée sur les différentes représentations cartographiques du territoire : la carte de Cassini (XVIIIe siècle), la carte d'état-major (1820-1866) et les cartes ou photos aériennes de l'IGN pour la période actuelle (1950 à aujourd'hui).

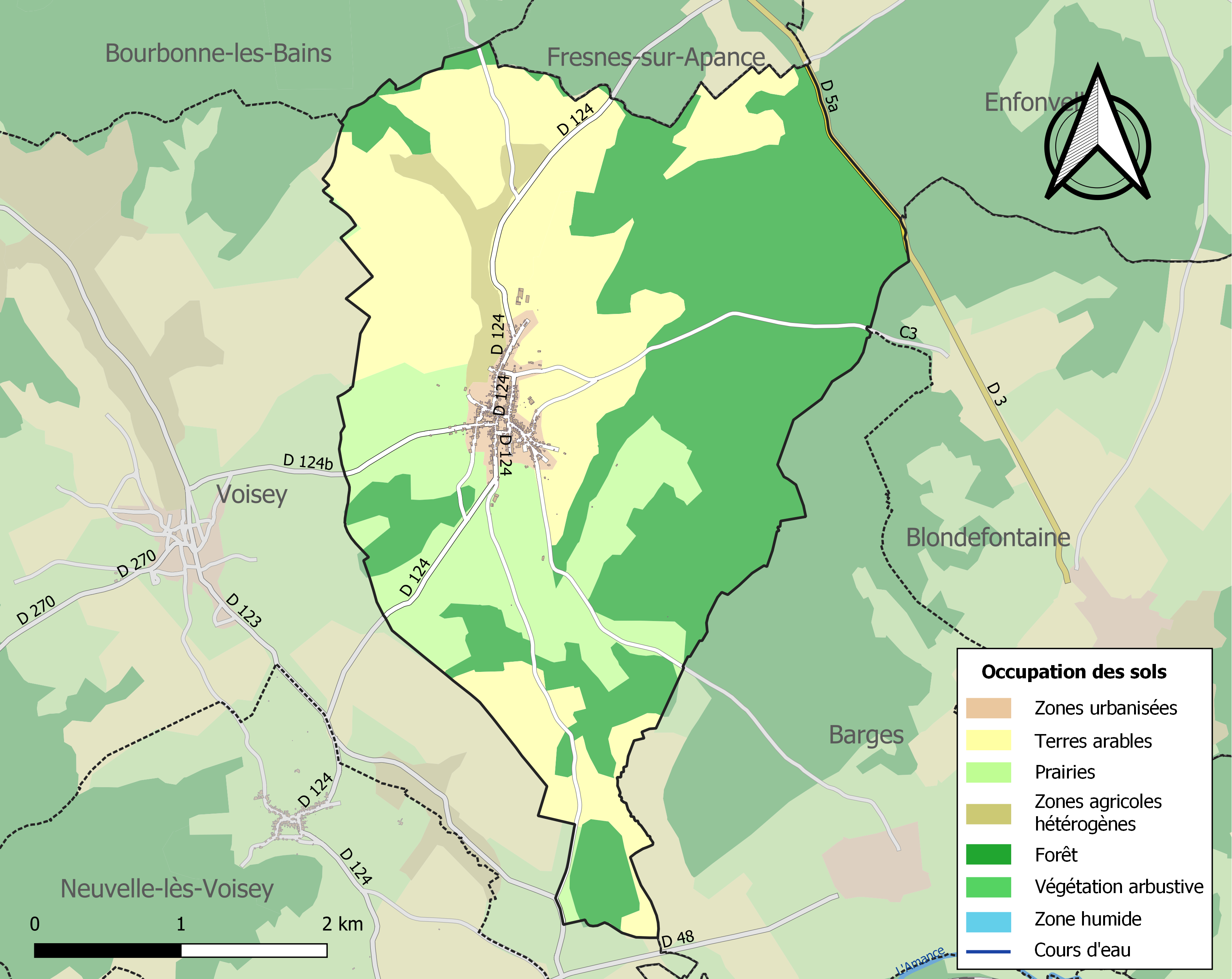
Carte des infrastructures et de l'occupation des sols de la commune en 2018 (CLC).

## Toponymie
Le nom de la localité est attesté sous les formes Meller (1239) ; Mellay (1448) ; « Mellix la ville et Merlix la forteresse, près de Bourbonne » (1464) ; Melay (1520) ; Mellayum (1521).

La première de ces formes peut faire songer au mot néflier, du vieux français melier, du latin mespilum. Difficile de savoir si Melay vient de la nèfle, que l'on appelait mesle, mêle dans l'ouest et le centre de la France ou de la pomme (du bas latin meletum, « pommeraie »).

## Histoire
Autrefois, territoire du duché de Bar, Melay était une terre de surséance, disputée avec la Champagne et la Franche-Comté. Elle est finalement rattachée à la Haute-Marne lors de la création des départements en 1790.

## Politique et administration

### Liste des maires
| Période                                  | Période   | Identité                | Étiquette | Qualité |
| ---------------------------------------- | --------- | ----------------------- | --------- | ------- |
| maire en 1886                            | ?         | Jean-Baptiste Pelletier |           |         |
| avant 1988                               | ?         | Robert Aubin            |           |         |
| mars 2001                                | mars 2014 | Denis Hugot             | PCF       |         |
| mars 2014                                | En cours  | Didier Mourey           |           |         |
| Les données manquantes sont à compléter. |           |                         |           |         |

## Population et société

### Démographie
L'évolution du nombre d'habitants est connue à travers les recensements de la population effectués dans la commune depuis 1793. Pour les communes de moins de 10 000 habitants, une enquête de recensement portant sur toute la population est réalisée tous les cinq ans, les populations de référence des années intermédiaires étant quant à elles estimées par interpolation ou extrapolation. Pour la commune, le premier recensement exhaustif entrant dans le cadre du nouveau dispositif a été réalisé en 2004.

En 2022, la commune comptait 243 habitants, en évolution de −7,95 % par rapport à 2016 (Haute-Marne : −4,62 %, France hors Mayotte : +2,11 %).
| 1793  | 1800  | 1806  | 1821  | 1831  | 1836  | 1841  | 1846  | 1851  |
| ----- | ----- | ----- | ----- | ----- | ----- | ----- | ----- | ----- |
| 1 206 | 1 062 | 1 338 | 1 411 | 1 444 | 1 454 | 1 416 | 1 440 | 1 504 |

| 1856  | 1861  | 1866  | 1872  | 1876  | 1881  | 1886  | 1891  | 1896  |
| ----- | ----- | ----- | ----- | ----- | ----- | ----- | ----- | ----- |
| 1 419 | 1 448 | 1 508 | 1 468 | 1 374 | 1 413 | 1 405 | 1 364 | 1 297 |

| 1901  | 1906  | 1911  | 1921 | 1926 | 1931 | 1936 | 1946 | 1954 |
| ----- | ----- | ----- | ---- | ---- | ---- | ---- | ---- | ---- |
| 1 300 | 1 246 | 1 120 | 877  | 903  | 718  | 689  | 709  | 616  |

| 1962 | 1968 | 1975 | 1982 | 1990 | 1999 | 2004 | 2006 | 2009 |
| ---- | ---- | ---- | ---- | ---- | ---- | ---- | ---- | ---- |
| 567  | 558  | 424  | 322  | 299  | 282  | 299  | 299  | 293  |

| 2014 | 2019 | 2022 | - | - | - | - | - | - |
| ---- | ---- | ---- | - | - | - | - | - | - |
| 268  | 245  | 243  | - | - | - | - | - | - |

## Culture locale et patrimoine

### Lieux et monuments
- Le Château de Melay - B & B Auberge.

### Héraldique
| Blason de Melay | Blason  | Coupé : au 1er tiercé en pal au I d'azur semé de croisettes recroisetées au pied fiché d'or et à un bar du même, au II d'argent à une couronne de laurier de sinople, au III d'azur semé de croisettes recroisetées au pied fiché d'or et à un bar contourné du même, au 2d de gueules à une colombe d'argent en vol tenant dans son bec la sainte Ampoule d'or. |
| Blason de Melay | Détails | Le premier est aux armes du duché de Bar, auxquelles a été ajouté un pal chargé de lauriers représentant la voie romaine qui traversait le village. Le second, avec la colombe portant la sainte Ampoule, évoque saint Remi, patron de la paroisse locale. adopté par la commune.                                                                                |